# Matti Olin
Matti Olin – fiński żużlowiec, występujący również na długim torze.

## Życiorys
Dwunastokrotny medalista indywidualnych mistrzostw Finlandii: pięciokrotnie złoty (1967, 1968, 1971, 1972, 1973), pięciokrotnie srebrny (1965, 1966, 1969, 1970, 1974) oraz dwukrotnie brązowy (1963, 1964). Czterokrotny medalista indywidualnych mistrzostw Finlandii na długim torze: dwukrotnie złoty (1970, 1971), srebrny (1968) oraz brązowy (1972).
W latach 1967–1972 trzykrotnie awansował do finałów indywidualnych mistrzostw Europy oraz świata na długim torze (najlepszy wynik: Scheeßel 1967 – X miejsce). Siedmiokrotnie reprezentował Finlandię w skandynawskich eliminacjach drużynowych mistrzostw świata (1963, 1964, 1965, 1967, 1970, 1971, 1971) oraz był wielokrotnym uczestnikiem eliminacji indywidualnych mistrzostw świata, najlepszy wynik osiągając w Frederici w 1974 roku (XIV m. w finale brytyjsko-skandynawsko-amerykańskim).
W 1974 r. startował w lidze brytyjskiej (w barwach klubu Coventry Bees), uzyskując średnią meczową 5,78 pkt.